# Burmeistera darienensis
Burmeistera darienensis là loài thực vật có hoa trong họ Hoa chuông. Loài này được Wilbur mô tả khoa học đầu tiên năm 1976 publ. 1977.